# 珠湖乡
珠湖乡，是中华人民共和国江西省上饶市鄱阳县下辖的一个乡镇级行政单位。

## 行政区划
珠湖乡下辖以下地区：
铺田村、联群村、群众村、东红村、华龙村、路口村、雨田村、丰塘村、三门村、荣七村、丰产村、曹家村、周家村和同兴村。